# Mario vs. Donkey Kong
Mario vs. Donkey Kong  (マリオVSドンキーコング?, Mario tai Donkī Kongu) è un videogioco del 2004 sviluppato da NST e pubblicato da Nintendo per Game Boy Advance. Considerato il successore spirituale di Donkey Kong per Game Boy, il gioco contiene elementi platform ed elementi puzzle, che vedono Mario impegnato a trovare chiavi, affrontare porte chiuse e salvare dei mini Mario. Questo gioco fa rivivere la vecchia rivalità tra Mario e Donkey Kong. Il sequel del gioco, Mario vs. Donkey Kong 2: La marcia dei Minimario, è stato distribuito per Nintendo DS. Nel 2023 è stato annunciato un remake del gioco per Nintendo Switch, uscito il 16 febbraio 2024.
Questo è il settimo gioco di Mario per Game Boy Advance e uno dei pochi giochi di Mario sviluppato negli Stati Uniti d'America. Nelle pubblicazioni internazionali del gioco, è stato aggiunto un effetto speciale al timer quando Mario attraversa o esce fuori da una porta.

## Trama
Donkey Kong, seduto nella sua casa piena di banane, vede uno spot televisivo per i giocattoli Mini-Mario. Ne resta colpito, ma quando esce per ottenerne uno, scopre che sono ormai esauriti. Così fa incursione in una fabbrica di giocattoli e li ruba tutti. Mario dà la caccia e insegue Donkey Kong attraverso una serie di mondi. Ad un certo punto si scopre che (durante il corso del gioco) tutti i giocattoli Mini-Mario sono man mano caduti dal sacco di DK.
A questo punto, Mario, il Mini-Mario e tre Toad che lavorano presso la fabbrica di giocattoli ridono dello scimmione, spingendolo a prendere i tre Toad e salire su un edificio con loro. Mario dà la caccia e salva i tre Toad che iniziano a far crescere dei barili giganti per Mario, da scagliare contro DK. DK cade finalmente fuori dall'edificio, atterrando su un camion "Mario Toy Company" pieno di Mini-Mario. Come Mario scende per accertarsi che il suo avversario stia bene, la scimmia ruba il camion e scappa via, con Mario all'inseguimento. Essi poi finiscono di nuovo in città, dove scoprono che tutti i Mini Mario si sono salvati (di nuovo cadendo dal sacco di DK), tranne sei. Egli li prende e fugge verso un altro edificio. Mario combatte nuovamente contro DK. Mario infine vince e salva tutti i Mini-Mario donandone uno a Donkey Kong per rallegrarlo.

## Modalità di gioco
Il gioco ha un gameplay simile al gioco per Game Boy Donkey Kong, dando a Mario la possibilità di camminare sulle mani e di fare un salto all'indietro. Ci sono vari ambienti diversi, che vanno dalla giungla al vulcano, e ci sono cinque tipi differenti di livello: nel primo, e più comune, Mario deve raccogliere una chiave e portarla verso la porta poi prendere un Mini-Mario, per concludere il livello.
Il secondo tipo è dove Mario deve guidare i Mini-Mario, e proteggerli dai pericoli.
Il terzo tipo è il livello boss, in cui Mario deve combattere Donkey Kong per procedere al mondo successivo.
Il quarto tipo è il Boss Master, in cui Mario deve lanciare barili a Donkey Kong.
Il gioco Plus continua dal gioco principale, dove Donkey Kong ottiene un nuovo lotto di Mini-Mario, ma con i loro contenitori rotti perché Donkey Kong è caduto dal tetto. In ogni livello, Mario deve attivare un Mini-Mario, premendo un tasto, e portarlo verso la porta.
Il quinto tipo di livello è l'Expert. In questa modalità, Mario deve ottenere la chiave e tentare la fuga in un livello molto difficile.
Riuscire ad uscire completa il livello nelle modalità Expert e Plus (invece di inviare Mario a un'altra sezione del livello stesso).

## Sviluppo
Il gioco è una evoluzione di Donkey Kong Plus, un titolo mostrato all'E3 del 2002. Durante lo show, Plus permetteva ai giocatori di creare e salvare dei livelli da loro stessi creati sul GameCube, per poi copiarli sul Game Boy Advance, attraverso il cavo di collegamento. Era essenzialmente una versione migliorata di Donkey Kong per Game Boy, ma il gioco scomparve l'anno successivo. Venne rimpiazzato da Mario vs. Donkey Kong, che aveva una grafica prerenderizzata e delle aggiunte nel gameplay. La possibilità di creare livelli venne tolta in questa versione, ma riappare nel sequel.

## Remake
Un remake di Mario vs. Donkey Kong è stato pubblicato su Nintendo Switch il 16 febbraio 2024.

### Novità
- Modalità multigiocatore cooperativa locale, il secondo giocatore controlla come personaggio Toad.
- Possibilità di scegliere tra due stili di gioco: "Relax" e "Classico".  La modalità Relax rimuove il limite di tempo, aggiunge checkpoint ai livelli e consente a Mario di subire cinque colpi prima di perdere una vita, mentre la modalità Classico è simile al gioco originale.
- Sono stati aggiunti due nuovi mondi: "L'incantevole Minilandia", ambientato in un parco divertimenti, e "Il monte scivoloso", una montagna ghiacciata. Questi mondi ricevono anche controparti Plus, creando 30 nuovi livelli e arrivando a un totale di oltre 130.
- Dopo aver terminato il gioco, viene sbloccata la modalità "Contro il tempo", consiste nel completare ogni livello il più velocemente possibile.[3]

## Accoglienza
| Testata      | Giudizio |
| ------------ | -------- |
| 1UP.com      | A        |
| Gamespot     | 8 su 10  |
| GameRankings | 79,07%   |
| Metacritic   | 81       |

Il gioco è stato accolto generalmente bene dalla critica. GameSpot ha detto che svolge bene il lavoro "di gioco e di tributo a Mario". IGN ha apprezzato il gameplay, definendolo un'evoluzione dell'originale Donkey Kong con "nuovi livelli e sfide meravigliosamente adatti alla console portatile". Si sono invece lamentati di una mancanza di contenuti (come la sostituzione di personaggi, i mancati riferimenti al primo Donkey Kong, la mancata accuratezza in livelli come le boss battle o altro, la mancanza di bonus più specifici al gioco), dello stile non convenzionale e della voce di Mario che si sente troppo spesso durante il gioco.